# Meksyk na Mistrzostwach Świata w Lekkoatletyce 2015
Meksyk na Mistrzostwach Świata w Lekkoatletyce 2015 – reprezentacja Meksyku podczas mistrzostw świata w Pekinie liczyła 5 zawodników, z których żaden nie zdobył medalu.

## Występy reprezentantów Meksyku

### Mężczyźni
| Konkurencja   | Zawodnik            | Eliminacje | Eliminacje | Półfinał | Półfinał | Finał        | Finał   |
| Konkurencja   | Zawodnik            | Rezultat   | Pozycja    | Rezultat | Pozycja  | Rezultat     | Pozycja |
| ------------- | ------------------- | ---------- | ---------- | -------- | -------- | ------------ | ------- |
| Chód na 20 km | Horacio Nava        | —          | —          | —        | —        | 1:24:40 (SB) | 28.     |
| Chód na 20 km | Julio César Salazar | —          | —          | —        | —        | 1:24:58      | 31.     |
| Chód na 20 km | Eder Sánchez        | —          | —          | —        | —        | 1:21:56 (SB) | 15.     |

### Kobiety
| Konkurencja      | Zawodniczka      | Finał        | Finał   |
| Konkurencja      | Zawodniczka      | Rezultat     | Pozycja |
| ---------------- | ---------------- | ------------ | ------- |
| Bieg na 10 000 m | Brenda Flores    | 32:15,26     | 14.     |
| Chód 20 km       | Alejandra Ortega | 1:31:04 (PB) | 9.      |